# Surfside 6
Surfside 6 è una serie televisiva statunitense in 74 episodi trasmessi per la prima volta nel corso di 2 stagioni dal 1960 al 1962. È una serie a sfondo investigativo incentrata sulle vicende di Sandy Winfield, un detective di Miami Beach.

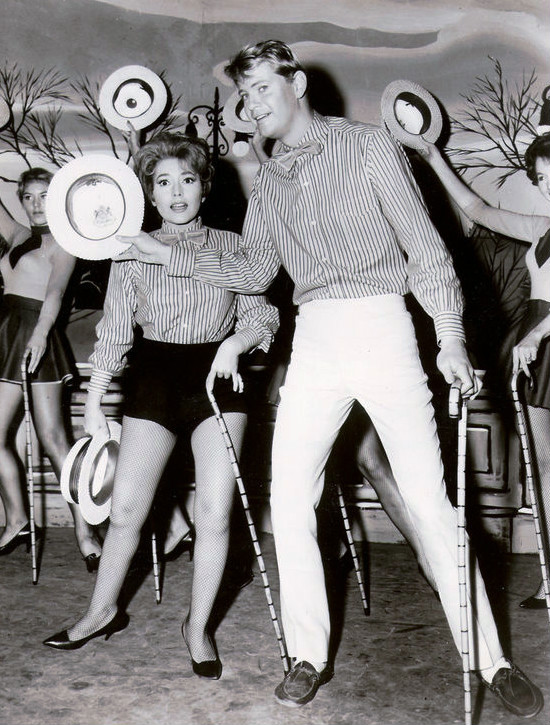
Troy Donahue e Margarita Sierra.

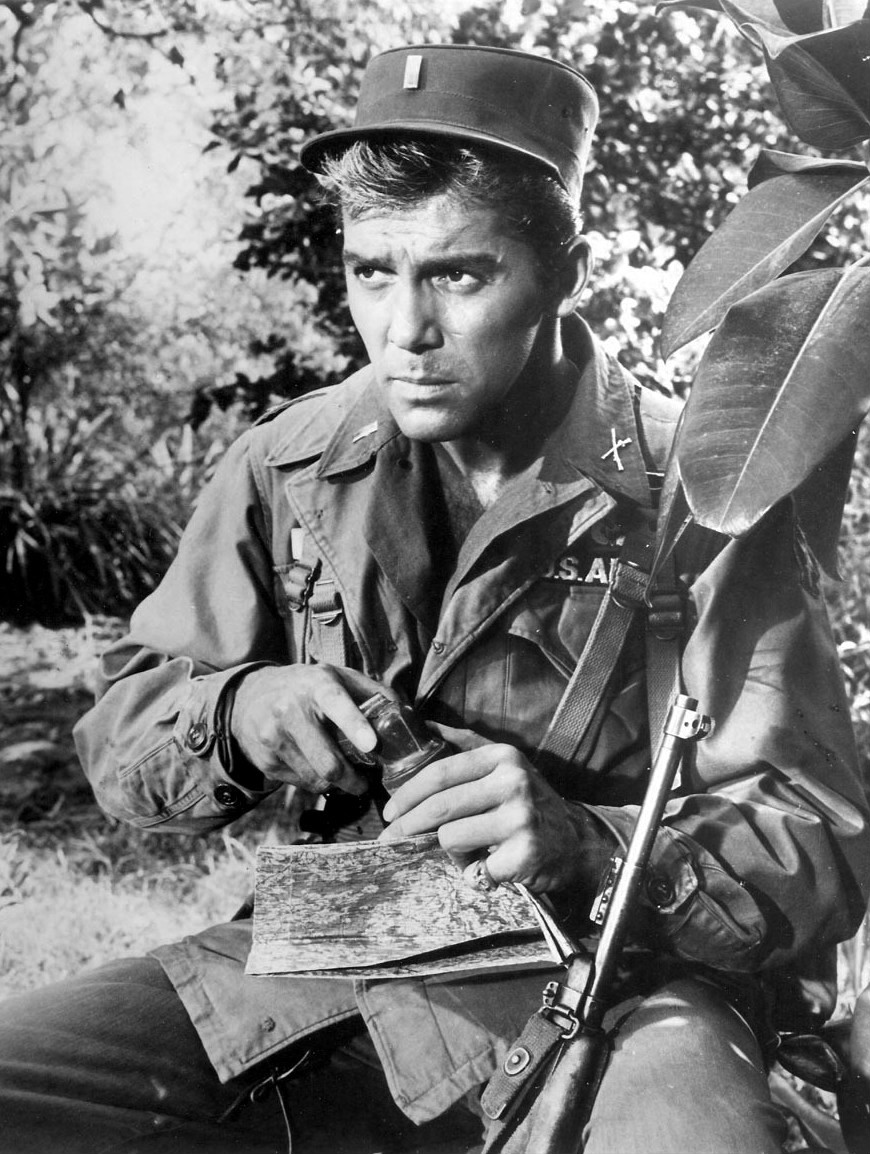
Lee Patterson nel ruolo di Dave Thorne.

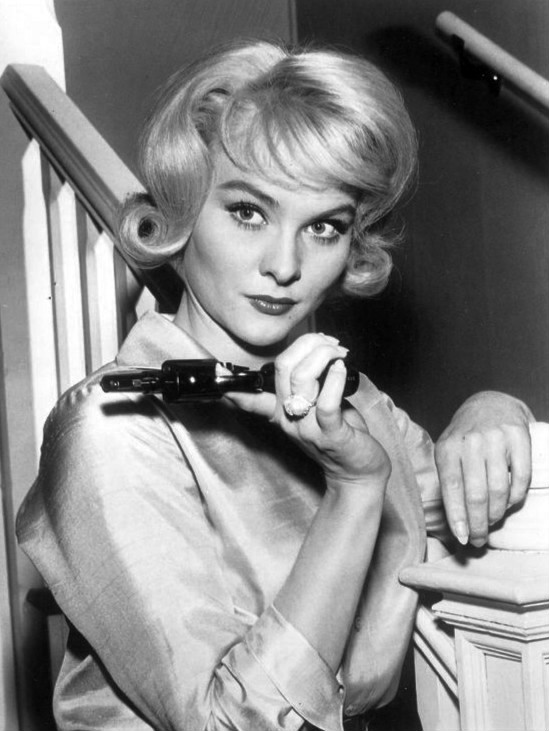
Diane McBain nel ruolo di Daphne Dutton

## Trama
Sandy Winfield II, ex veterano della guerra di Corea, è un detective privato di Miami Beach che vive in una casa galleggiante sul molo e lavora per l'agenzia SurfSide 6 coadiuvato da Dave Thorne e Ken Madison (personaggio di New Orleans riciclato dalla serie Bourbon Street Beat). Ad aiutarlo vi sono inoltre Daphne Dutton, proprietaria di uno yacht ormeggiato di fianco alla sua casa galleggiante, Cha Cha O'Brien, un intrattenitore presso l'hotel Fontainebleau, e Ray Snedigar, un tenente della polizia locale.

## Personaggi e interpreti
- Sandy Winfield II (73 episodi, 1960-1962), interpretato da Troy Donahue.
- Ken Madison (72 episodi, 1960-1962), interpretato da Van Williams.
- Dave Thorne (34 episodi, 1960-1962), interpretato da Lee Patterson.
- Cha Cha O'Brien (28 episodi, 1960-1962), interpretato da Margarita Sierra.
- Daphne Dutton (23 episodi, 1960-1962), interpretata da Diane McBain.
- Tenente Snedigar (14 episodi, 1960-1961), interpretato da Don 'Red' Barry.
- Tenente Gene Plehn (11 episodi, 1961-1962), interpretato da Richard Crane.
- Annunciatore (11 episodi, 1960-1962), interpretato da Dick Tufeld.
- Mousie (10 episodi, 1960-1961), interpretato da Paul 'Mousie' Garner.
- Sergente Woodley (10 episodi, 1961-1962), interpretato da Robert Glenn.
- Harry Noonan (4 episodi, 1961-1962), interpretato da Richard Benedict.
- Joe (4 episodi, 1961), interpretato da Benny Baker.
- Lois Culver (3 episodi, 1960-1961), interpretata da Kaye Elhardt.
- Carla Wilson (3 episodi, 1961-1962), interpretata da Elizabeth MacRae.
- Don Norwin (3 episodi, 1960-1961), interpretato da Sam Gilman.
- Della Long (3 episodi, 1960-1962), interpretata da Joan Marshall.
- Garbialdi Dinato (3 episodi, 1961-1962), interpretato da Ernest Sarracino.
- Marcus the Angel (3 episodi, 1960-1962), interpretato da Vito Scotti.
- Bongo Macklin (3 episodi, 1960-1962), interpretato da Chad Everett.
- Jan Coates (3 episodi, 1960-1962), interpretata da Shirley Knight.
- Detective Bellows (3 episodi, 1960-1962), interpretato da Howard McLeod.
- Dave Jarrett (3 episodi, 1960-1962), interpretato da Mike Road.
- Harry Sturgis (3 episodi, 1961-1962), interpretato da Peter Breck.
- Henry Gifford (3 episodi, 1961-1962), interpretato da Adam Williams.

## Produzione
La serie, ideata da William T. Orr e Hugh Benson, fu prodotta da Warner Bros. Television e girata negli studios della Warner Brothers a Burbank in California. Surfside 6 è una delle quattro serie poliziesche prodotte dalla Warner Brothers in quel periodo; le altre sono 77 Sunset Strip (ambientata a Los Angeles), Hawaiian Eye (ambientata alle Hawaii), e la già menzionata Bourbon Street Beat (ambientata a New Orleans). La canzone del tema musicale della serie, scritta da Jerry Livingston e David Mack, riscosse un notevole successo.

### Registi
Tra i registi sono accreditati:
- Charles R. Rondeau in 12 episodi (1960-1962)
- Robert Douglas in 7 episodi (1960-1962)
- Irving J. Moore in 6 episodi (1960-1961)
- George Waggner in 5 episodi (1960-1962)
- Paul Landres in 4 episodi (1962)
- Frank Baur in 3 episodi (1960-1961)
- Sidney Salkow in 3 episodi (1961-1962)
- Michael O'Herlihy in 3 episodi (1961)
- Jeffrey Hayden in 3 episodi (1962)
- William J. Hole Jr. in 2 episodi (1960)
- Allen Baron in 2 episodi (1961)
- Leslie Goodwins in 2 episodi (1961)
- Richard Benedict in 2 episodi (1962)
- Robert Sparr in 2 episodi (1962)

### Sceneggiatori
Tra gli sceneggiatori sono accreditati:
- Herman Groves in 6 episodi (1961-1962)
- Gloria Elmore in 5 episodi (1961-1962)
- Lee Loeb in 4 episodi (1960-1962)
- Sonya Roberts in 4 episodi (1960-1962)
- Anne Howard Bailey in 4 episodi (1960-1961)
- Richard De Roy in 4 episodi (1960-1961)
- Erna Lazarus in 4 episodi (1961-1962)
- Montgomery Pittman in 3 episodi (1960-1961)
- William Bruckner in 3 episodi (1961-1962)
- John O'Dea in 3 episodi (1962)
- Dean Riesner in 2 episodi (1960-1962)
- William Koenig in 2 episodi (1960-1961)
- William L. Stuart in 2 episodi (1960)
- John D.F. Black in 2 episodi (1961-1962)
- Whitman Chambers in 2 episodi (1961-1962)
- Philip Saltzman in 2 episodi (1961)
- Joan Scott in 2 episodi (1961)
- Leo Solomon in 2 episodi (1961)
- Leonard Brown in 2 episodi (1962)
- Jack Jacobs in 2 episodi (1962)
- Ed Waters in 2 episodi (1962)

## Distribuzione
La serie fu trasmessa negli Stati Uniti dal 3 ottobre 1960 al 25 giugno 1962 sulla rete televisiva ABC. È stata distribuita anche in Spagna con il titolo Rompeolas.

## Episodi
| Stagione         | Episodi | Prima TV USA |
| ---------------- | ------- | ------------ |
| Prima stagione   | 34      | 1960-1961    |
| Seconda stagione | 40      | 1961-1962    |